# Landung bei Humlebæk
1. Phase: Schwedische Dominanz (1700–1709)
Dänischer Kriegsschauplatz (1700)
Humlebæk • Tönning I 
Livländ./ Estnischer Kriegsschauplatz (1700–1708)
Riga I • Jungfernhof • Varja • Pühhajoggi • Narva • Petschora • Düna • Rauge • Erastfer • Hummelshof • Embach • Tartu • Narva II • Wesenberg I • Wesenberg II
Ingermanländ./ Finnischer Kriegsschauplatz (ab 1701)
Archangelsk • Ladogasee • Nöteborg • Nyenschanz • Newa • Systerbäck • Petersburg • Wyborg I • Porvoo • Newa II • Koporje II • Kolkanpää
Litauisch-weißrussischer Kriegsschauplatz (1702–1706)
Vilnius • Saladen • Jakobstadt • Gemauerthof • Mitau • Grodno I • Olkieniki • Njaswisch • Klezk • Ljachawitschy
Polnischer Kriegsschauplatz (1702–1706)
Klissow • Pułtusk • Thorn • Lemberg • Warschau • Posen • Punitz • Tillendorf • Rakowitz • Praga • Fraustadt • Kalisch 
Russischer Kriegsschauplatz (1708–1709)
Grodno II • Golowtschin • Moljatitschi • Rajowka • Lesnaja • Desna • Baturyn • Koniecpol • Weprik • Opischnja • Krasnokutsk • Sokolki • Poltawa I • Poltawa II
2. Phase: Schweden in der Defensive (1710–1721)
Baltischer und Finnischer Kriegsschauplatz (bis 1714)
Riga II • Wyborg II • Pernau • Kexholm • Reval • Hogland • Pälkäne • Storkyro • Nyslott • Hanko 
Schwed./Norwegischer Kriegsschauplatz (1710–1721)
Helsingborg • Køge-Bucht • Bottnischer Meerbusen • Frederikshald I • Dynekilen-Fjord • Göteborg I • Strömstad • Trondheim • Frederikshald II • Marstrand • Ösel • Göteborg II • Södra Stäket • Grönham • Sundsvall
Norddeutscher Kriegsschauplatz (1711–1716)
Elbing • Wismar I • Lübow • Stralsund I • Greifswalder Bodden I • Stade • Rügen • Gadebusch • Altona • Tönning II • Stettin • Fehmarn • Wismar II • Stralsund II • Jasmund • Peenemünde • Greifswalder Bodden II • Stresow 
Die Landung bei Humlebæk am 24. Julijul. / 4. August 1700greg. markiert den Beginn des  Großen Nordischen Krieges. Der schwedische König Karl XII. landete im Sommer auf der dänischen Insel Seeland mit etwa 2500 Mann. Die Landung fand in der Nähe von  Humlebæk statt. Die schnell errichtete dänische Verteidigung wurde von Jens Rostgaard befehligt.

## Vorgeschichte
Nach dem Tod des schwedischen Königs Karl XI. sahen die Staaten auf der Verliererseite im Zweiten Nordischen Krieg ihre Chance gekommen, das verlorene Land wieder zurückzuerobern. Die Regenten von Dänemark-Norwegen, das die Vormachtstellung in der westlichen Ostsee zurückerlangen wollte, Polen-Litauen, das die verlorene Provinz Livland zurückforderte, und Russland, das die verlorenen nördlichen Provinzen zurückgewinnen wollte und einen direkten Zugang zur Ostsee mit Hafen anstrebte, verbündeten sich gegen den jungen schwedischen Monarchen Karl XII.
Nachdem der dänische König das Herzogtum Schleswig-Holstein-Gottorf, das zwar offiziell neutral stand, insgeheim aber Schweden unterstützte, angegriffen hatte, war der König von Schweden zum Handeln gezwungen. Im Altonaer Vertrag, in dem die Souveränität des Herzogtums von der dänischen Krone garantiert wurde, fungierte Schweden als Garantiemacht, und so musste Karl XII. dem Herzog von Holstein zu Hilfe eilen.
Karl XII. beschloss, Dänemark auf eigenem Boden anzugreifen. Als Ziel hatte er sich die Insel Seeland ausgesucht. Mit Hilfe einer kleinen Kriegslist, wobei er einen Teil der schwedischen Flotte vor einer vermeintlichen Landungsstelle mehrfach kreuzen ließ, lockte er die meisten dänischen Truppen in Richtung Rungsted. Den eigentlichen Landeplatz ließ er von Carl Magnus Stuart auskundschaften.

## Die Vorbereitungen zur Landung

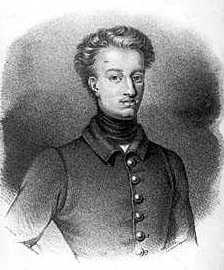
Karl der XII. von Schweden

Karl XII. stellte die Kriegsbereitschaft seines Heeres und der Marine her. Er versammelte Ende Juni 1700 alle in Schonen vorhandenen Truppen in der Festung Karlskrona ebenso 19 Linienschiffe und etwa 100 Landungsboote. Insgesamt sammelte der schwedische König vor Karlskrona etwa 16.000 Mann und 38 Linienschiffe für den Angriff auf Dänemark. Von Karlskrona segelte die Flotte am 24. Juli in Richtung Öresund.
Eine dänische Flotte, bestehend aus 40 Schiffen, blockierte jedoch den westlichen Eingang in den Sund und zwang die schwedischen Schiffe, einen anderen Weg hinüber zu segeln, bekannt unter dem Namen Flintrännan – was in dieser Zeit als sehr flache Fahrrinne bekannt war. Am 15. Juli passierten die schwedischen Schiffe die Flintrännan. Nur fünf Schiffe liefen während der Durchfahrt auf Grund.
Nach dieser Durchfahrt vereinigten sich die Schweden mit einer aus 28 Schiffen bestehenden englisch-niederländischen Flotte. Die Übermacht zwang die dänische Flotte zum Rückzug nach Kopenhagen.
Bei der ersten Landungswelle sollten 2500 der 4700 an Bord befindlichen Infanteristen unter Deckung der Schiffskanonen den Strand zwischen Helsingför und Kopenhagen nördlich von Humlebæk erobern. Das Kommando über die Schiffsartillerie erteilte der König dem Admiral Cornelius Anckarstjerna. Missgünstige Winde verhinderten eine Landung am 3. August. Erst am folgenden Tag waren alle Schiffe in Position.
Die Vorbereitung der schwedischen Marine zur Invasion waren von den Türmen und Wällen der dänischen Hauptstadt Kopenhagen genau zu beobachten.
Eine dänische Flottille von 12 Schiffen lichtete den Anker, um die zur Landung ansetzenden Boote abzufangen. Der schwedische Admiral Anckarstjerna ließ einen Teil der abwartenden Flotte in den Wind gegen die Angreifer legen, um sie zu beschießen. Dazu kam es aber nicht, denn die englisch-niederländischen Schiffe wollten sich den Dänen von hinten nähern, um sie am Rückzug zu hindern. Als der dänische Befehlshaber dies erkannte, zog er mit seiner Flotte ab.
Durch die Verzögerung der Landung gelang es den dänischen Verteidigern, den Strand und die dahinter befindlichen Schanzen zu bemannen. Die dänische Gegenwehr bestand aus 400 Reitern und etwa 400 Wehrbauern. Diese hatten auch sechs Amüsetten (Feldgeschütz) in ihren Schanzen installiert. Der Kommandant dieser kleinen Einheit war Jens Rostgaard.

## Die Landung

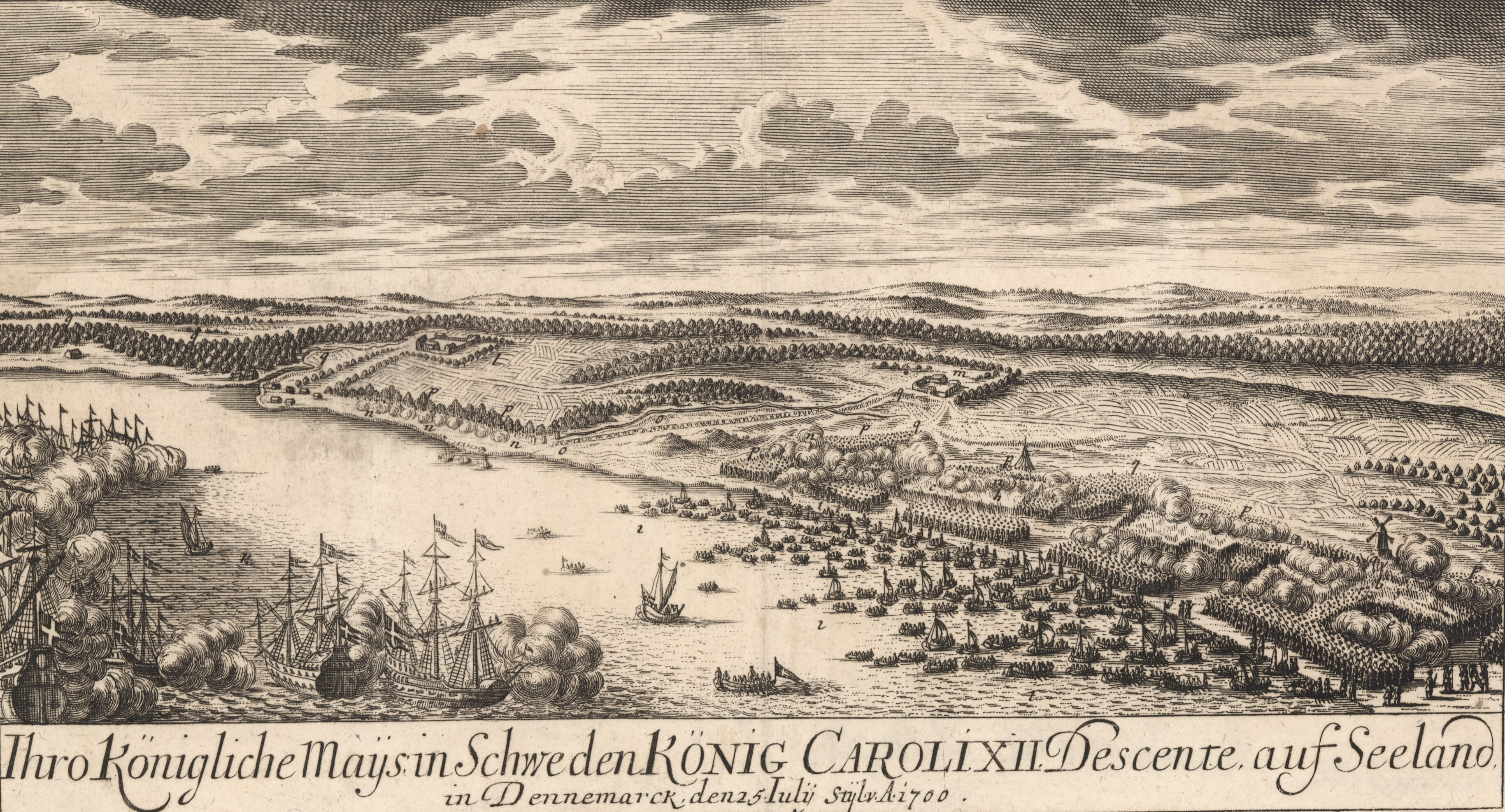
Die Landung von Humlebæk in einer zeitgenössischen Darstellung

Die gesamte Landungsaktion kommandierte General Stuart, die Schiffsartillerie Admiral Cornelius Anckarstjerna und der schwedische König Karl XII. sowie die Generäle Arvid Horn und Carl Gustaf Rehnskiöld die Landungstruppen.
Das Zeichen zum Beginn der Landung waren sechs Kanonenschüsse und rote Flaggen am Besanmast des Admiralsschiffes. Am Nachmittag des 4. August zwischen fünf und sechs Uhr wurden die Signale gegeben.
An der Spitze des schwedischen Garderegimentes war der Major Nummers mit seinem Bataillon als erster ins Wasser gesprungen und an Land geeilt. Die Schiffsartillerie der Schweden feuerte unaufhörlich auf die Stellungen der Dänen, dennoch wurde es den Schweden nicht einfach gemacht, den Strand zu erreichen. Die dänische Kavallerie sah eine gute Gelegenheit, die Schweden anzugreifen, während diese langsam watend sich dem Strand näherten. Der Kommandeur schickte seine Reiter mit gezogenem Säbel gegen die Angreifer. Den schwedischen Infanteristen war es allerdings gelungen, ihre Gewehre trocken zu halten, und mit einem gezielten Gegenfeuer wurde der Angriff gestoppt und die dänische Kavallerie floh zurück hinter die Schanzen.
Das schwedische Bataillon erreichte den Strand und sicherte den linken Flügel. Von der Aktion seiner Leibgarde angespornt, sprang auch der schwedische König, als Befehlshaber des rechten Flügels, ins Wasser und erreichte mit seinen Soldaten schnell den Strand. Die dänischen Infanteristen gingen dem Angriff auf ihrem linken Flügel zwar aus den Schanzen heraus entgegen, das gezielte Feuer der Schiffsartillerie zwang sie aber schnell wieder zum Rückzug.
Die Wehrbauern und Infanteristen flohen bis hinter die Mauern von Kopenhagen. Der schwedische König sank nach der erfolgreichen Eroberung des Strandes auf die Knie und sprach ein Dankgebet.
Nachdem der Strand komplett in schwedischer Hand war, wurde das schwedische Lager abgestochen und mit Verschanzungen verstärkt. Die Boote, welche die Invasionstruppen an Land gebracht hatten, segelten zur Flotte zurück und brachten die Regimenter Uppland und Kalmar ebenfalls sicher an Land. Noch am selben Abend war die ganze schwedische Streitmacht auf Seeland gelandet.

## Die Folgen
Am 5. August begehrten die Bürger von Kopenhagen gegen das zögerliche Verhalten des Kommandanten Hans Christian von Schack auf und forderten einen Gegenangriff. Dem Kommandanten standen damals etwa 10.000 Mann an Infanterie und Kavallerie zur Verfügung. Er vermutete aber, dass Karl XII. bereits mehr als 15.000 Mann angelandet hatte. Es wurde auch ein Brief an den König von Dänemark-Norwegen über das mangelnde Pflichtbewusstsein des Kommandanten gesendet. Die größte Empörung kam auf, als man erfuhr, dass die ausgesandten Regimenter noch auf halbem Weg zurückbeordert worden waren und damit Seeland den Schweden preisgegeben wurde.
Die schwedische Flotte segelte am 5. August nach Schweden zurück und brachte im Anschluss General Magnus Stenbock mit weiteren Truppen nach Seeland. Die schwedische Streitmacht wuchs damit am 6. August auf 10.000 Infanteristen und 5.000 Kavalleristen an.
Am 9. August erließ der Schwedenkönig einen Schutzbrief, in dem allen Einwohnern von Seeland der Schutz der Person und des Eigentumes zugesichert wurde. Durch diesen Schritt gewann er die Herzen der seeländischen Bevölkerung. Sie strömten in das schwedische Lager und es entstand ein reger Handel und ein Markt, der mehr besucht wurde als der Markt von Kopenhagen. Mehrere Adelige gingen in das Lager der Schweden, um Fürbitte für die Stadt Kopenhagen zu sprechen. Sie hofften, eine Bombardierung der Stadt zu verhindern, um die Kulturschätze und alte Baukunstwerke vor der Zerstörung zu schützen.
Der schwedische König veranstaltete während der Belagerung so große Jagden, dass die Truppen vom erlegten Wild versorgt werden konnten. Auch ritt der König entgegen jeder Empfehlung oft ohne Begleitung und ritt mehrfach so nah an die Festungsmauer von Kopenhagen heran, dass er mit Leichtigkeit hätte gefangen genommen werden können.
Der dänische König sah ein, dass die Bedrohung der Schweden für die Hauptstadt Kopenhagen zu groß war, dass er einen Friedensschluss mit Karl XII. anstrebte. Der schwedische König kam nicht als Eroberer, sondern als Vermittler, der die Einhaltung des Altonaer Vertrages einforderte und den Rückzug aus Holstein.
Die Unterhandlungen fanden auf dem Schloss Traventhal statt. Am 18. August wurde der Frieden von Traventhal zwischen dem schwedischen König Karl XII. und dem dänischen König Friedrich IV. geschlossen. Damit trat Dänemark aus der Allianz gegen Schweden aus.